# 我们不是天使
《我们不是天使》（英語：We're No Angels）是一部1989年的美國文艺喜剧片，由尼爾·喬丹執導，勞勃·狄尼洛、西恩·潘以及黛咪·摩爾主演。電影上映後其相關評價毀譽參半，並以接近一千萬美元的虧損成為票房毒藥。

## 故事簡介
1930年代，美國經濟大蕭條時期，奈德與吉米兩人是同房的獄友。某天，一位重刑犯鮑比即將被處刑，奈德兩人因事觸怒典獄長而被迫觀看整個行刑過程。當獄卒正要行刑時，鮑比卻拿出預藏的槍枝槍殺了獄卒，並脅迫兩人跟他一起逃獄。
三人逃出後，吉米和奈德兩人與鮑比走散，但因腳踝被鍊子綁在一起的緣故，二人只好一起行動。最終，他們來到了美加邊境的一個小鎮上。在當地，他們被誤認成是一對聲望極佳的神父，於是他們將錯就錯的待了下來。
監獄的搜索小隊很快的到了鎮上，通往加拿大的路徑受到嚴格的盤查，要想通過幾乎是不可能的。在這段期間中，吉米認識了一位年輕修道士，這讓他越來越不願意離開小鎮。
有一天，機會來了，勒維克牧師邀請二人參加一項儀式。這項儀式需要牧師們抬著聖壇及聖母像前往加拿大的姊妹教堂，但唯一的問題是，每位牧師皆需要有一位由牧師祈禱的受難者，於是奈德找上了修道院的洗衣工兼妓女的茉莉以及她的聾啞女兒，但茉莉竟獅子大開口，要求奈德給她一百美元她才願意，奈德只好先行離去。
回修道院的路上，鮑伯找上了奈德並威脅他。要求奈德幫助他跨越邊境，不然就把他們的身分抖出來。奈德迫於無奈之下，只好答應他。在儀式的前夕，吉米被迫上台進行佈道。佈道極度成功，茉莉聽的無比感動，決定不要一百美金了，並把女兒託付給奈德，希望她在儀式中幫她好好祈福。
當一行人即將跨越邊境時，鮑比突然持槍現身並挾持了茉莉的女兒。吉米見狀撲上去與鮑伯扭打成一團，在混亂中鮑比被警方擊斃，而茉莉的女兒掉進了水裡。奈德縱身跳進河裡救了茉莉的女兒。也因為如此，茉莉的女兒突然會說話了。
最終，吉姆決定與年輕修道士一同留在修道院，成為一位神父。而奈德則帶著茉莉與她的女兒一同前往加拿大。

## 角色介紹
- 勞勃·狄尼洛 飾 奈德
- 西恩·潘 飾 吉米
- 黛咪·摩爾 飾 茉莉
- 霍伊特·克斯頓（英语：Hoyt Axton） 飾 勒維克牧師
- 布魯諾·柯比（英语：Bruno Kirby） 飾 副手
- 雷·麥卡納利（英语：Ray McAnally） 飾 典獄長
- 詹姆斯·羅素（英语：James Russo） 飾 鮑比
- 華萊士·肖恩 飾 翻譯者
- 約翰·C·萊利 飾 年輕修道士

## 票房
这部电影在美国首映时票房排名第八。 而在家庭电影中同样未获得成功。

## 評價
這部電影獲得了好壞參半的評價，爛番茄對於19位影評人進行取樣，獲得了47%的正面評價，而觀眾評分為41%的正面評價。知名影評人羅傑·艾伯特喜歡這部電影，他表示：「勞勃·狄尼洛及西恩·潘有著在這部電影中最好的兩張臉。 - screwed up, sideways faces with a lot of mischief in the eyes. 《我們不是天使》是為了那些面孔製作的電影，觀看這部電影的樂趣之一就是看到他們彼此凝視著，因為他們試圖從自己所處的複雜混亂中尋找出一條出路。」影評人約翰·漢森在他的2019懷舊評論中認為，雖然製作人試著以打明星牌來彌補缺點，但《我們不是天使》可能是因為吸引不了宗教團體及非宗教團體的觀眾而受到傷害，因為這兩個團體都認為這部電影不是為他們製作的，實際上這部電影是給任何喜歡精心製作的喜劇的人的。

## 外部連結
- 互联网电影数据库（IMDb）上《我们不是天使》的资料（英文）
- Box Office Mojo上《我们不是天使》的資料（英文）